# Macrognathus pentophthalmos
Macrognathus pentophthalmos är en art av fisk som först beskrevs 1854 av Laurens Theodorus Gronovius (ofta omnämnds som Gronow). Den är en av medlemmarna i familjen Mastacembelidae. Inga underarter finns listade i Catalogue of Life.